# 캅카스들쥐
캅카스들쥐(학명: Apodemus hyrcanicus)는 붉은쥐의 일종이다. 아제르바이잔 남동부 탈리쉬 지역과 이란 북부에서 발견되며, 투르크메니스탄 남서부 지역에서도 서식하는 것으로 추정된다.